# Aloe lindenii
Aloe lindenii ist eine Pflanzenart der Gattung der Aloen in der Unterfamilie der Affodillgewächse (Asphodeloideae). Das Artepitheton lindenii ehrt den US-amerikanischen Chemiker und Sukkulentenliebhaber Seymour Linden (1921–2005).

## Beschreibung

### Vegetative Merkmale
Aloe lindenii wächst stammlos und einfach. Die etwa 20 lanzettlich verschmälerten Laubblätter bilden eine dichte Rosette. Die bläulich graue, auffallend linierte Blattspreite ist 40 bis 45 Zentimeter lang und 7 bis 8 Zentimeter breit. Gelegentlich ist sie mit zerstreuten hellen Flecken besetzt. Die stechenden, deltoiden Zähne am knorpeligen Blattrand sind 1 bis 2 Millimeter lang und stehen 15 bis 22 Millimeter und mehr voneinander entfernt.

### Blütenstände und Blüten
Der Blütenstand ist meist einfach oder weist ein bis zwei Zweige auf. Er erreicht eine Länge von bis zu 70 Zentimeter. Die ziemlich dichten, konisch-zylindrischen Trauben sind 18 bis 22 Zentimeter lang. Die deltoid verschmälerten Brakteen weisen eine Länge von 15 Millimeter auf und sind 4 Millimeter breit. Die hellroten Blüten stehen an 3 bis 6 Millimeter langen Blütenstielen. Sie sind 30 Millimeter lang und an ihrer Basis sehr kurz verschmälert. Auf Höhe des Fruchtknotens weisen die Blüten einen Durchmesser von 5 Millimeter auf. Darüber sind sie kaum verengt und schließlich zu Mündung erweitert. Ihre äußeren Perigonblätter sind auf einer Länge von  bis 7 Millimetern nicht miteinander verwachsen. Die Staubblätter und der Griffel ragen kaum aus der Blüte heraus.

## Systematik und Verbreitung
Aloe lindenii ist in Somalia auf Gips- und Kalksteinhügeln in Höhen von etwa 200 Metern verbreitet.
Die Erstbeschreibung durch John Jacob Lavranos wurde 1997 veröffentlicht.

## Nachweise